# Mob
Mob, forma abbreviativa del termine inglese mobile (mobile, non statico) è un termine utilizzato nell'ambito dei videogiochi di ruolo, generalmente di tipo MMORPG.
Indica i nemici controllati dall'intelligenza artificiale del gioco che si possono incontrare in determinate aree ed in più o meno nutriti gruppi.
I Mob sono generalmente mostri, personaggi ostili che costituiscono il principale fattore di sfida al giocatore, generalmente crescono di livello nell'avanzamento del gioco, in parallelo con la crescita del proprio personaggio.
L'uccisione dei Mob può comportare l'acquisizione di punti esperienza atti ad accrescere il proprio personaggio, di oggetti lasciati cadere dal corpo del Mob stesso (drop), o il completamento di missioni del gioco.